# Sharp
För subkulturen, se SHARP.

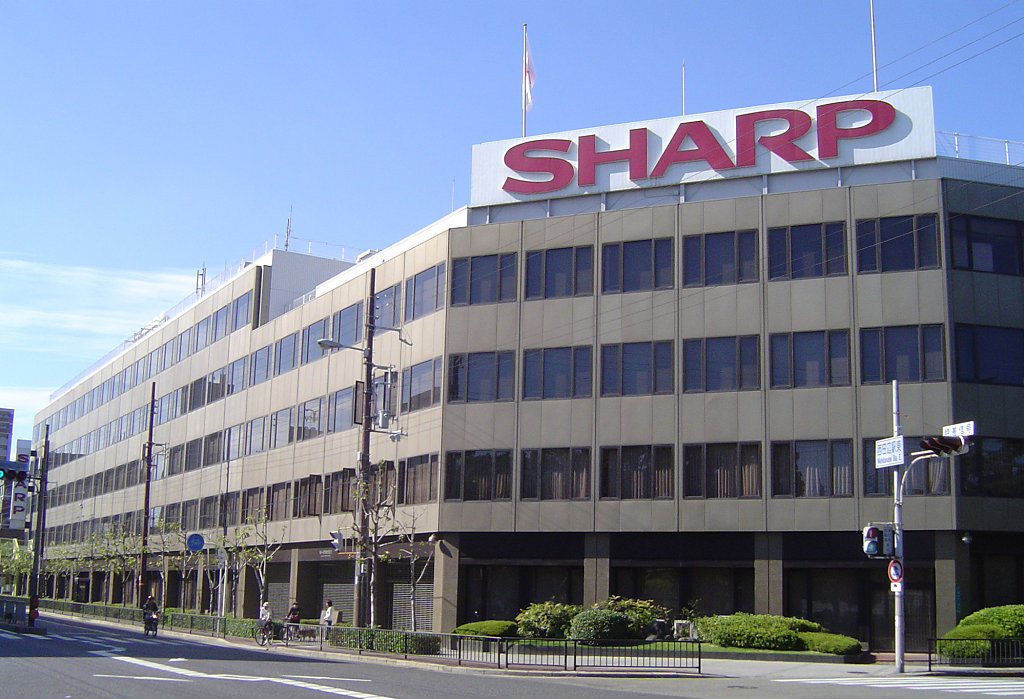
Huvudkontoret i Osaka.

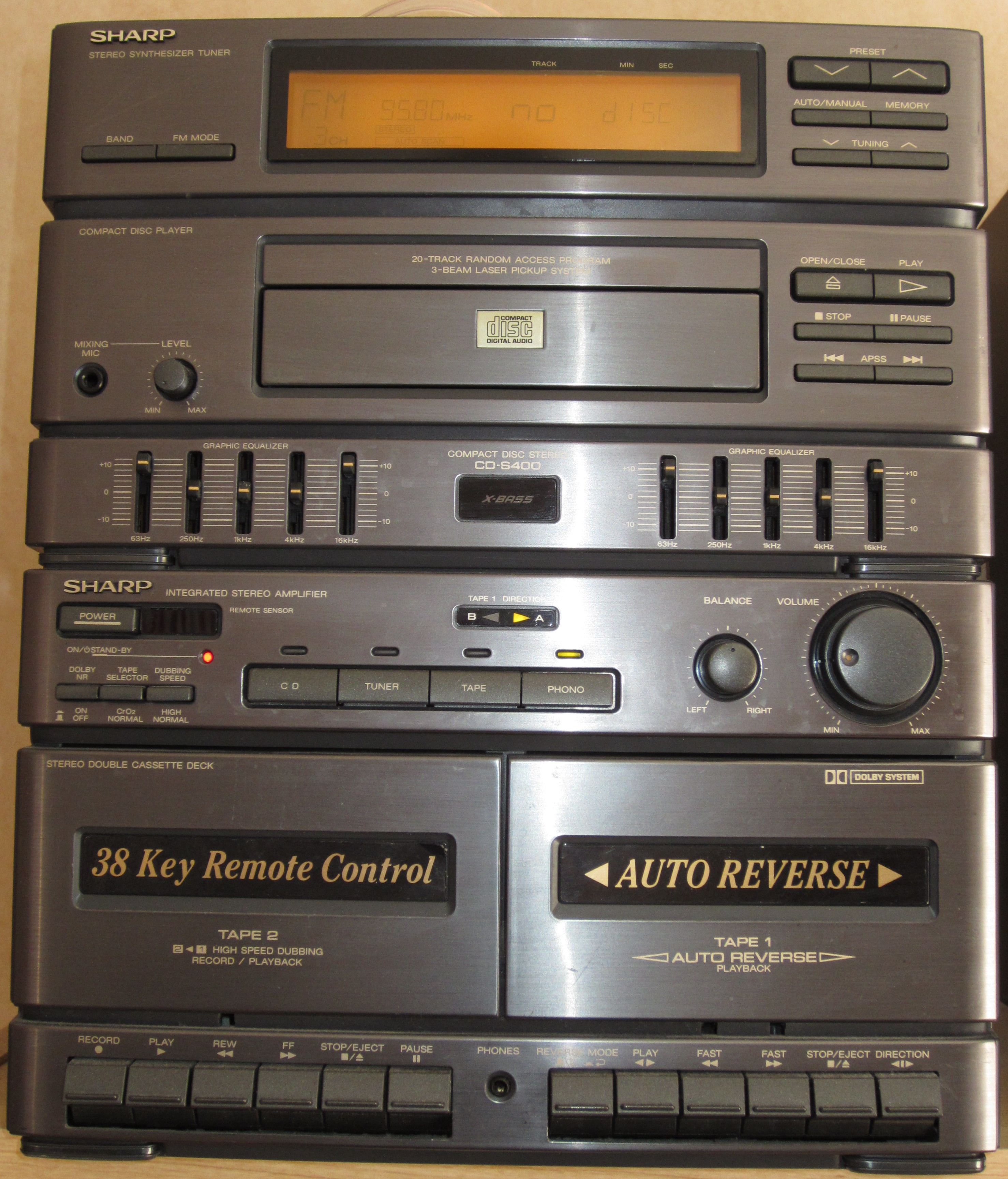
Stereoanläggningen CD-S400

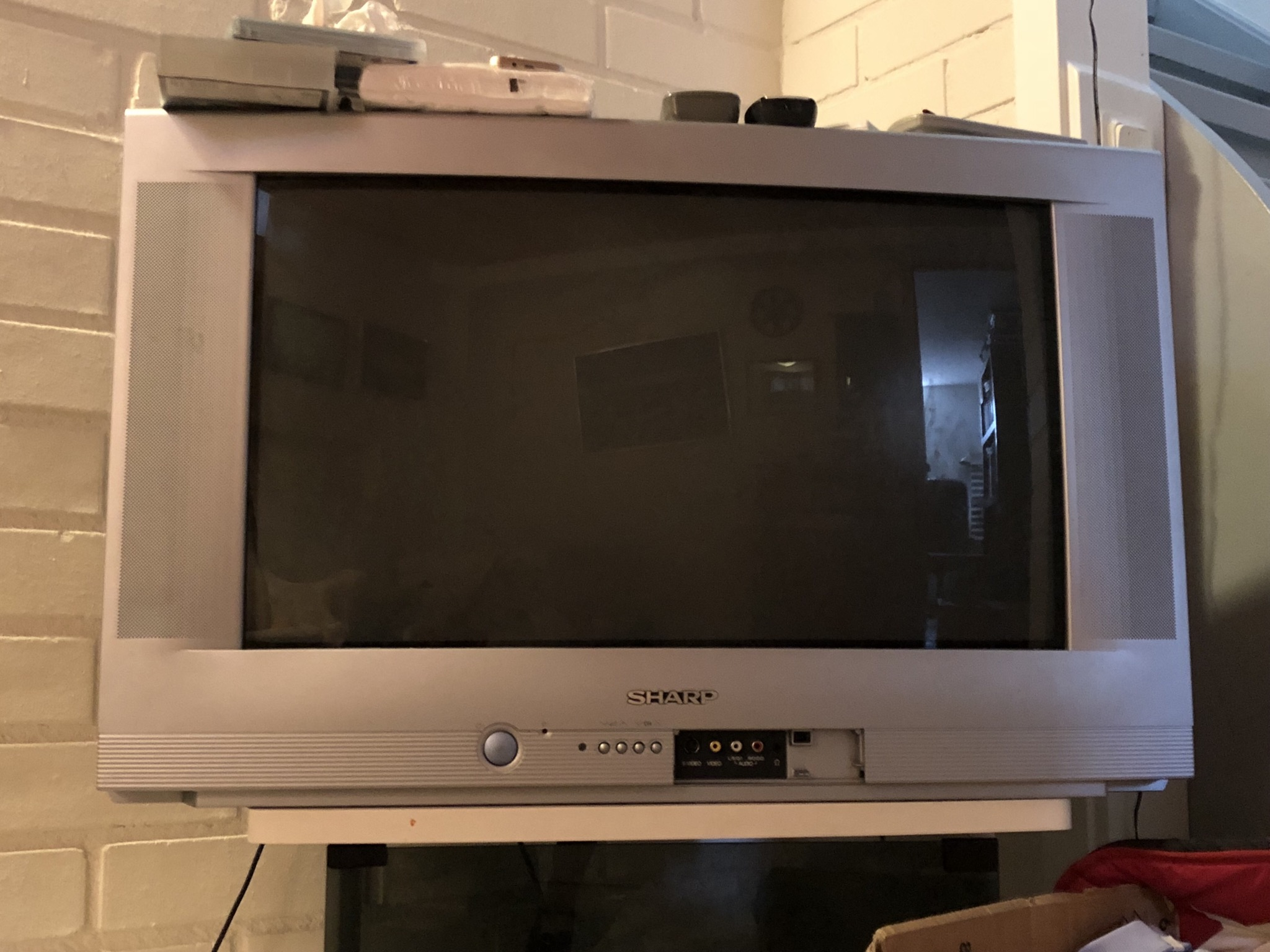
Sharp televison

Sharp Corporation är ett japanskt elektronikföretag grundat 1912 i Tokyo. Huvudkontoret ligger i Osaka. Totalt över 55 000 anställda runt om i världen (2005). Sharp tillverkar bland annat ljudradio- och TV-apparater som konsumentartiklar och skrivare och kassaregister åt företag.
Den 12 augusti 2016 köpte den taiwanesiska kontraktstillverkaren Foxconn Technology Group Sharp för $3,8 miljarder.

## Historia
Namnet Sharp är taget från en av grundarens första uppfinningar, tryckpennan Ever-Ready Sharp, som uppfanns 1915 av Tokuji Hayakawa (早川 徳次).
På datorsidan bland annat handdatorerna Wizard och Zaurus. Originaltillverkare av en tidig "Pocket Calculator", PC-1211, som även marknadsförts av Tandy/Radio Shack under namnet TRS-80.